# Station Kąty Wrocławskie
Station Kąty Wrocławskie is een spoorwegstation in de Poolse plaats Kąty Wrocławskie.